# Новоданилівка (Мелітопольський район)
Новодани́лівка (у минулому — Кильчик, Данилівка) — село в Україні, у Якимівській селищній громаді Мелітопольського району Запорізької області. Населення становить 2070 осіб.

## Географія
Село Новоданилівка розташоване на березі річки Великий Утлюк (в основному на правому березі), вище за течією на відстані 2 км і на протилежному березі розташоване село Велика Тернівка, нижче за течією на відстані 1,5 км розташоване село Семихатки. Село витягнуто вздовж річки на 13 км. Поруч проходить залізниця, станція Великий Утлюг.

## Історія
Село Новоданилівка засноване 1860 року на місці татарсько-ногайського аулу Кильчик (Кільчик). Першими жителями села стали переселенці з Харківської, Полтавської, Курської та Орловської губерній.
Станом на 1886 рік в селі Данилівка Якимівської волості Мелітопольського повіту Таврійської губернії мешкало 2807 осіб, налічувалось 297 дворів, існували православна церква, єврейський молитовний будинок, школа, 8 лавок, відбувалося два ярмарки на рік: в День Святого Вознесіння та 1 жовтня.
7 (20) листопада 1917 року, відповідно до Третього Універсалу Української Центральної Ради, увійшло до складу Української Народної Республіки.
23 жовтня 2010 року село повністю газифікували.
На початку травня 2021 року в'їзд до Новоданилівського Старостинського округу Якимівської сільської ради креативно прикрасили картиною народної художниці України, мисткині наївного мистецтва Марії Примаченко.
12 червня 2020 року, відповідно до розпорядження Кабінету Міністрів України № 713-р «Про визначення адміністративних центрів та затвердження територій територіальних громад Запорізької області», увійшло до складу Якимівської селищної громади.
17 липня 2020 року внаслідок адміністративно-територіальної реформи та ліквідації Якимівського району територія, на якій лежало колишнє село, увійшла до складу Мелітопольського району.
Село тимчасово окуповане російськими військами 24 лютого 2022 року.

## Населення
Згідно з переписом УРСР 1989 року чисельність наявного населення села становила 2112 осіб, з яких 984 чоловіки та 1128 жінок.
За переписом населення України 2001 року в селі мешкали 2053 особи.

## Мова
Розподіл населення за рідною мовою за даними перепису 2001 року:
| Мова       | Відсоток |
| ---------- | -------- |
| російська  | 78,74 %  |
| українська | 18,41 %  |
| болгарська | 0,05 %   |
| інші       | 2,80 %   |

## Економіка
- «Таврія», ТОВ.
- «Україна», ТОВ.
- «Агросталь», ПП.
- «Алека», СФГ

## Об'єкти соціальної сфери
- Середня загальноосвітня школа.
- Дитячий дошкільний навчальний заклад.
- Будинок культури.

## Постаті
- Громенко Іван Єлисейович (1915—2011) — український історик і педагог
- Лесконоженко Микола Гаврилович (1919—1941) — лейтенант, льотчик-винищувач, учасник Другої світової війни, загинув під час бойового завдання, Герой Радянського Союзу (посмертно)
- Морозова Ніна Федорівна — Герой Соціалістичної Праці (1966)[джерело?], кавалер орденів Леніна, Жовтневої Революції
- Цеков Дем'ян Володимирович (1914—1977) — комбайнер, Герой Соціалістичної Праці (1953), кавалер ордена Трудового Червоного Прапора
- Никитенко Я. Д. — механізатор, кавалер орденів Жовтневої Революції, Трудового Червоного Прапора
- Левківський Віктор Сергійович (1965—2015) — капітан (посмертно) Збройних сил України, лицар ордена Богдана Хмельницького III ступеня. Учасник російсько-української війни